# Bouabdellah Ghlamallah
Bu Abd Allah bin al-Hajj Muhammad Al Ghulam Allah (arabisch بوعبد الله بن الحاج محمد آل غلام الله; * 1934) ist ein algerischer Politiker und Minister für religiöse Angelegenheiten in Algerien.
Er war einer der 138 Unterzeichner des offenen Briefes Ein gemeinsames Wort zwischen Uns und Euch (engl. A Common Word Between Us & You), den Persönlichkeiten des Islam an „Führer christlicher Kirchen überall“ (englisch: „Leaders of Christian Churches, everywhere …“) am 13. Oktober 2007 sandten.